# محمدصادق نیرومند
محمدصادق نیرومند (زادهٔ ۱۳۴۴ در مشهد) نمایندهٔ حوزهٔ انتخابیهٔ نهبندان و سربیشه در دورهٔ هفتم مجلس شورای اسلامی بوده‌است.